# Ritchie Humphreys
Ritchie Humphreys (Sheffield, 30 novembre 1977) è un ex calciatore inglese, di ruolo centrocampista.

## Caratteristiche tecniche
Mediano, può giocare anche da terzino sinistro o da esterno sulla stessa fascia.

## Carriera

### Club
Inizia la carriera nello Sheffield Wednesday (andando in prestito prima allo Scunthorpe United poi al Cardiff City), passando nel 2001 all'Hartlepool United, in quarta divisione: gioca tutti gli incontri di quarta e di terza divisione disputati dalla società per cinque stagioni consecutive, partendo per il Port Vale in prestito. Ritornato all'Hartlepool ritrova il posto da titolare. Nel 2013 si trasferisce al Chesterfield, in quarta divisione.
Vanta più di 500 incontri in tutte le competizioni, la maggior parte disputati nella terza divisione inglese (312), solo 59 in Premier League.
Con 513 presenze fra tutte le competizioni ufficiali detiene il record di presenze dell'Hartlepool Utd.

### Nazionale
Ha partecipato ai Mondiali Under-20 del 1997; successivamente ha giocato anche nella nazionale inglese Under-21.

## Palmarès

### Club

#### Competizioni nazionali
- Campionato inglese di quarta divisione: 1

Chesterfield: 2013-2014

### Individuale
- Squadra dell'anno della PFA: 1

2002-2003 (Division Three)